# Ommatius signinipes
Ommatius signinipes är en tvåvingeart som beskrevs av Camillo Rondani 1875. Ommatius signinipes ingår i släktet Ommatius och familjen rovflugor. Inga underarter finns listade i Catalogue of Life.